# Klimaatclassificatie van Köppen

Wereldkaart van de klimaatclassificatie van Köppen-Geiger
Af
Am
Aw
BWh
BWk
BSh
BSk
Csa
Csb
Cwa
Cwb
Cwc
Cfa
Cfb
Cfc
Dsa
Dsb
Dsc
Dsd
Dwa
Dwb
Dwc
Dwd
Dfa
Dfb
Dfc
Dfd
ET
EF

De klimaatclassificatie van Köppen, ook wel de klimaatclassificatie van Köppen-Geiger genoemd, is een oorspronkelijk in 1918 ontworpen klimaatclassificatie door de Russisch-Duitse geograaf, meteoroloog, bioloog, klimatoloog en botanicus Wladimir Köppen (1846-1940). Deze classificatie is later verfijnd, door vooral de Duitse meteoroloog en klimatoloog Rudolf Geiger (1894-1981).

## Algemeen
Het classificatiestelsel gaat uit van de plantengroei: de klimaatgrenzen werden op basis van minimale en maximale gemiddelde maandtemperatuur bepaald door het verspreidingsgebied van bepaalde planten.
Planten vormden een belangrijk onderdeel in de onderzoeken van Köppen, die zich afvroeg waarom bepaalde planten ergens wel of niet groeiden. Hij kwam erachter dat dit te maken had met neerslag en temperatuurverschillen. Zo liggen de klimaatgrenzen meestal op de raakvlakken van twee of meerdere hoofdtypen begroeiing. Deze raakvlakken worden ecotonen of randzones genoemd.
Voorbeeld aan de hand van bomen:
- De scheiding tussen tropische en droge klimaten wordt bepaald door de aan- of afwezigheid van bomen.
- De boomgroei is de indicator tussen het landklimaat en het toendraklimaat.
- De scheiding tussen loofboombegroeiing en naaldboombegroeiing ligt ruwweg op de scheiding tussen het koudere landklimaat en een gematigd zeeklimaat.

## Indeling op niveaus
Köppen onderscheidde de klimaatindeling op drie niveaus: 
- Niveau 1 maakt een grove indeling op basis van temperatuur en neerslag. Op dit niveau zijn vijf hoofdgroepen te onderscheiden, aangeduid met de hoofdletters A t/m E (zie de eerste kolom in het onderstaande overzicht[2]).
- Niveau 2 maakt een verdere opsplitsing aan de hand van de neerslagverdeling gedurende een jaar, (zie de tweede kolom in het overzicht).[3]
- Niveau 3 is gebaseerd op de temperatuurverschillen, vaak gaat het hier om een warm, gematigd of koel klimaat (derde kolom in het overzicht).
- In sommige gevallen wordt een vierde niveau erkend.

### Schematisch overzicht niveaus
| 1ste: Grove indeling | 2de: Neerslagverdeling                                       | 3de: Temperatuurverschil                                                | 4de letter                               |
| -------------------- | ------------------------------------------------------------ | ----------------------------------------------------------------------- | ---------------------------------------- |
| A Tropisch klimaat   | - f: regenwoud - m: moesson - w of s: savanne                |                                                                         |                                          |
| B Droog klimaat      | - S: steppe - W: woestijn                                    | - h: heet - k: koud                                                     | - s: droog in zomer - w: droog in winter |
| C Gematigd klimaat   | - s: droge zomer - w: droge winter - f: zonder droog seizoen | - a: hete zomer - b: warme zomer - c: koele zomer                       |                                          |
| D Landklimaat        | - s: droge zomer - w: droge winter - f: zonder droog seizoen | - a: hete zomer - b: warme zomer - c: koele zomer - d: erg koude winter |                                          |
| E Poolklimaat        | - T: toendra - F: ijskap - H: hooggebergte                   |                                                                         |                                          |

### Kenmerken

#### Niveau 1: Grove indeling op basis van temperatuur en neerslag
- A-klimaten of tropische klimaten: de gemiddelde temperatuur van de koudste maand ligt niet lager dan 18 °C.
- B-klimaten of droge klimaten (aride klimaten): hier is te weinig neerslag voor boomgroei en permanente rivieren kunnen hier niet hun oorsprong hebben. De classificatie wordt bepaald aan de hand van de door Köppen gebruikte droogte-index, welke uitgaat van de verhouding tussen de jaarlijkse neerslag en de mogelijke verdamping.
- C-klimaten of zeeklimaat (maritieme klimaten): Gemiddelde temperatuur van de koudste maand is niet lager dan −3 °C en niet hoger dan 18 °C, gemiddelde temperatuur van de warmste maand is hoger dan 10 °C
- D-klimaten of landklimaten (continentale klimaten): Gemiddelde temperatuur van de koudste maand is lager dan −3 °C, gemiddelde temperatuur van de warmste maand is hoger dan 10 °C.
- E-klimaten of poolklimaten (polaire klimaten): Gemiddelde  temperatuur van de warmste maand is niet hoger dan 10 °C. Het hele jaar is het iedere maand dus (gemiddeld over 30 jaar) kouder dan 10 °C.

#### Niveau 2: Verdere opsplitsing aan de hand van de neerslagverdeling gedurende een jaar
De A-, C- en D-klimaten krijgen een extra (kleine) letter die een eventuele droge periode aangeeft:
- s: sommertrocken, Duits voor droge zomer.
- w: wintertrocken, Duits voor droge winter.
- f: "fehlt" Duits voor "ontbreekt". Een droge periode ontbreekt in zulke klimaten: er valt neerslag in alle jaargetijden.
- m: moessonklimaat (alleen bij A-klimaten)

Hierbij is het in een gebied zomer wanneer de zonnestand hoog is en winter wanneer de zonnestand laag is.
De B-klimaten krijgen een extra hoofdletter:
- S: Steppe (semi-aride); jaarlijks valt er ongeveer tussen de 200 en 300 mm neerslag. De werkelijke grens tussen het steppeklimaat, het woestijnklimaat en de andere klimaten wordt bepaald aan de hand van de droogte-index.
- W: Woestijn (aride); jaarlijks valt er ongeveer minder dan 200 mm neerslag. De werkelijke grens tussen het steppeklimaat en het woestijnklimaat wordt bepaald aan de hand van de droogte-index.

De E-klimaten krijgen ook een extra hoofdletter:
- T: Toendra; in de warmste maand ligt de temperatuur tussen de 0 °C en 10 °C
- F: IJskap; het hele jaar door ligt de gemiddelde maandtemperatuur onder het vriespunt
- H: Hooggebergte; deze letter wordt toegekend wanneer een gebied op lagere breedtes dan 70 graden liggen, bijvoorbeeld de Alpen.
Deze wordt in sommige bronnen echter ook weleens los gezien van de E-klimaten[4] en als het H-klimaat geclassificeerd.

#### Niveau 3: Gebaseerd op de temperatuurverschillen
Voor C- en D-klimaten:
- a: warm; de gemiddelde temperatuur in de warmste maand is hoger dan 22 °C
- b: gematigd; de warmste maand is koeler dan 22 °C
- c: koel; minder dan vier maanden per jaar is de gemiddelde maandtemperatuur hoger dan 10 °C
- d: koud; de koudste wintermaand heeft een gemiddelde temperatuur lager dan −38 °C

Voor B-klimaten:
- h: warm; gemiddelde jaartemperatuur hoger dan 18 °C
- k: koud; gemiddelde jaartemperatuur lager dan 18 °C

#### Niveau 4
Voor B-klimaten:
- s: droog seizoen in zomer
- w: droog seizoen in winter

## Klimaatclassificaties
Met het bovenstaande niveau-systeem kon Köppen ieder klimaat een classificatie geven als een combinatie van achtereenvolgens maximaal vier letters: Een hoofdletter uit niveau 1, gevolgd door andere letters uit niveau 2,3 en soms uit niveau 4. Nederland bijvoorbeeld krijgt via deze methode een Cfb-classificatie: Zeeklimaat met neerslag in alle seizoenen en een gematigde zomer.

### A-klimaten (tropische klimaten)
- Af: tropisch regenwoudklimaat
- Am: moessonklimaat
- Aw/As: tropisch savanneklimaat

### B-klimaten (droge klimaten)
- BS: steppeklimaat
  - BSh: warm steppeklimaat
  - BSk: koud steppeklimaat
  - BShs: warm steppeklimaat, droog seizoen in zomer
  - BSkw: koud steppeklimaat, droog seizoen in winter
- BW: woestijnklimaat
  - BWh: warm woestijnklimaat
  - BWk: koud woestijnklimaat
  - BWhs: warm woestijnklimaat, droog seizoen in zomer
  - BWkw: koud woestijnklimaat, droog seizoen in winter

### C-klimaten(gematigde klimaten)
- Cf: zeeklimaat of maritiem klimaat
  - Cfa: warm zeeklimaat
  - Cfb: gematigd zeeklimaat
  - Cfc: koel zeeklimaat
- Cs: mediterraan klimaat
  - Csa: warm mediterraan klimaat
  - Csb: gematigd mediterraan klimaat
- Cw: chinaklimaat
  - Cwa: warm chinaklimaat
  - Cwb: gematigd chinaklimaat

### D-klimaten (landklimaten)
- Df: landklimaat of continentaal klimaat; met neerslag gedurende het hele jaar
  - Dfa: warm landklimaat, met neerslag gedurende het hele jaar
  - Dfb: gematigd landklimaat, met neerslag gedurende het hele jaar
  - Dfc: koel landklimaat, met neerslag gedurende het hele jaar (subarctisch klimaat)
  - Dfd: koud landklimaat, met neerslag gedurende het hele jaar (subarctisch klimaat)
- Dw: landklimaat of continentaal klimaat; met droge winters
  - Dwa: warm landklimaat, met droge winters
  - Dwb: gematigd landklimaat, met droge winters
  - Dwc: koel landklimaat, met droge winters (subarctisch klimaat)
  - Dwd: koud landklimaat, met droge winters (subarctisch klimaat)
- Ds: landklimaat of continentaal klimaat; met droge zomers
  - Dsa: warm landklimaat, met droge zomers (Mediterraan landklimaat)
  - Dsb: gematigd landklimaat, met droge zomers (Mediterraan landklimaat)
  - Dsc: koel landklimaat, met droge zomers
  - Dsd: koud landklimaat, met droge zomers

### E-klimaten (polaire klimaten)
- ET: toendraklimaat
- EF: sneeuw-/ijsklimaat
- EH òf H: hooggebergteklimaat

## Aanpassingen
Er zijn sinds de classificatie van Köppen zelf verscheidene aanpassingen gedaan. Deze aanpassingen komen voort uit kritiek op de classificatie en vormen dan ook onderwerp van gesprek.
Een dergelijke aanpassing is de grens tussen het C- en D-klimaat. In de oorspronkelijke classificatie van Köppen is er sprake van een C-klimaat wanneer de gemiddelde temperatuur van de koudste maand meer dan −3 °C bedraagt - en is er een D-klimaat wanneer deze hieronder zit. De aanpassing, oorspronkelijk door R.J. Russel in 1931 voorgesteld, zorgt ervoor dat de grens op 0 °C ligt, met als resultaat dat de grens tussen het gematigd en landklimaat in bijvoorbeeld Europa opschuift naar het westen en in Noord-Amerika naar het zuiden.